# E Raffaella è mia
E Raffaella è mia è un singolo del cantautore italiano Tiziano Ferro, pubblicato il 18 maggio 2007 come quarto estratto dal terzo album in studio Nessuno è solo.

## Descrizione
Il brano è un tributo alla showgirl italiana Raffaella Carrà, la quale ha preso parte al relativo videoclip.
La canzone viene tradotta in lingua spagnola con il titolo Y Raffaella es mía.

## Video musicale
Il video, diretto da Gaetano Morbioli, comincia con le immagini di una finta trasmissione televisiva musicale intitolata Il magico mondo di Raffaella. Il presentatore dello show, interpretato da Ferro, annuncia un "giovane" cantante (sempre Ferro) che esegue il suo brano, appunto E Raffaella è mia. Da casa un ragazzo (ancora Ferro) guarda entusiasta la trasmissione. A metà canzone ricompare il presentatore che annuncia il vincitore di un concorso che mette in palio una serata con Raffaella Carrà. Il vincitore è: Ferro Tiziano!. Il giovane spettatore esulta, mentre sulla porta compare, in mezzo ad un bagliore accecante, la showgirl. Il video prosegue con Ferro che canta il brano ballando con la Carrà, mentre anche lo spettatore Ferro gioca in casa con la showgirl con una surreale atmosfera "da sogno".

## Tracce
CD promozionale (Italia)
1. E Raffaella è mia – 3:16

CD singolo (Italia)
1. E Raffaella è mia (Album Version) – 3:16
2. E Raffaella è mia (Paolo Aliberti Melodica Moody Edit Mix) – 3:39
3. E Raffaella è mia (Paolo Aliberti Melodica Moody Mix) – 7:32
4. E Raffaella è mia (Psycho Radio Remix) – 6:43
5. Y Raffaella es mía – 3:16

Download digitale – remix
1. Y Raffaella es mía (Paolo Aliberti Melodica Moody Edit Mix) – 3:39
2. Y Raffaella es mía (Paolo Aliberti Melodica Moody Mix) – 7:32

## Classifiche

### Classifiche settimanali
| Classifica (2007) | Posizione massima |
| ----------------- | ----------------- |
| Italia            | 3                 |

### Classifiche di fine anno
| Classifica (2007) | Posizione |
| ----------------- | --------- |
| Italia            | 23        |